# Raischibe
Die Raischibe ist eine 658 m ü. M. hohe Erhebung am östlichen Ende des Walensees im Schweizer Kanton St. Gallen.
Durch den Hügel führt ein ungefähr 800 m langer Tunnel der Autobahn A3, auch Walenseeautobahn genannt. Die Bahnstrecke Ziegelbrücke-Chur unterquert den westlichen Ausläufer der Raischibe im Bommersteintunnel.

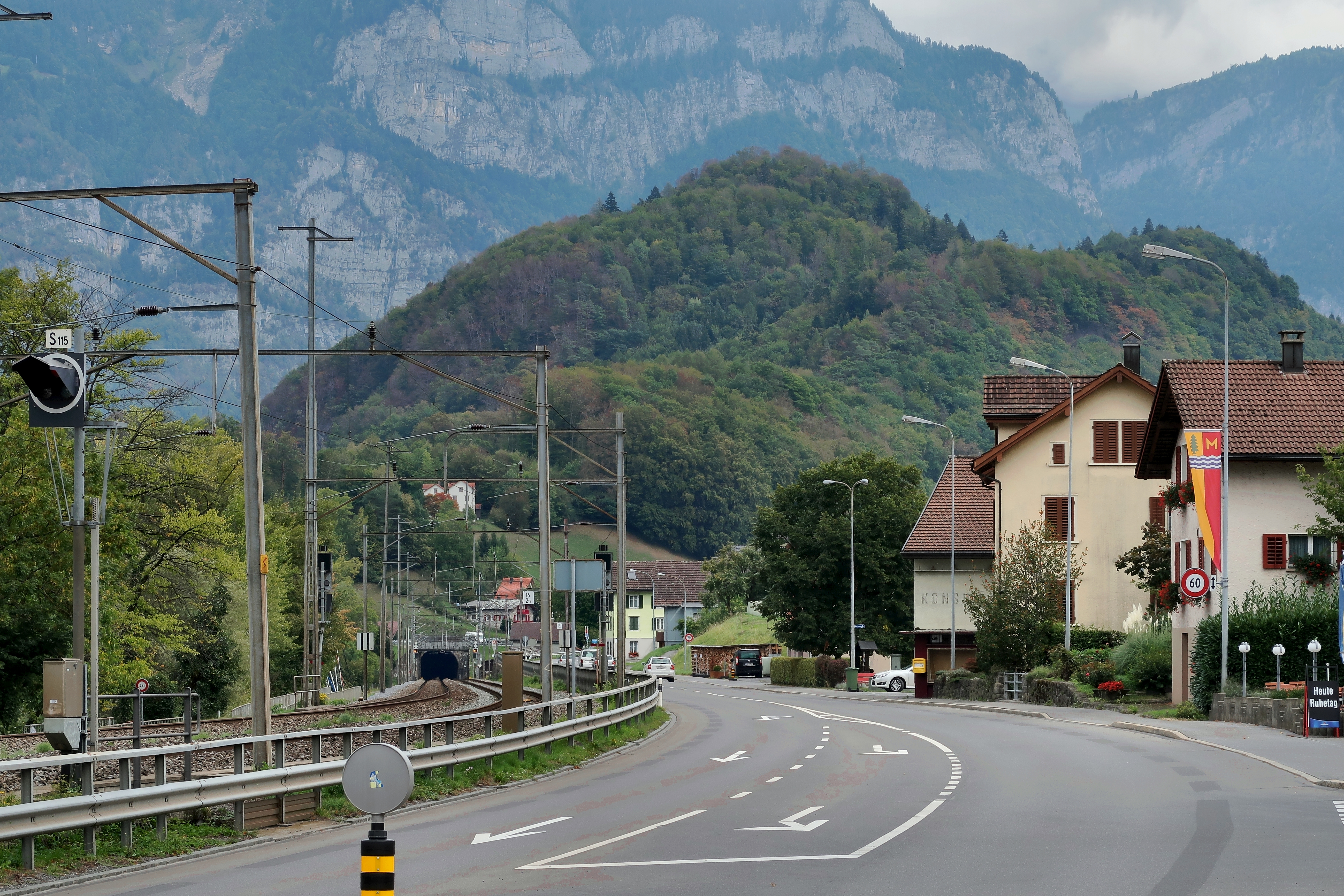
Raischibe und neuer Bommersteintunnel von Quarten aus
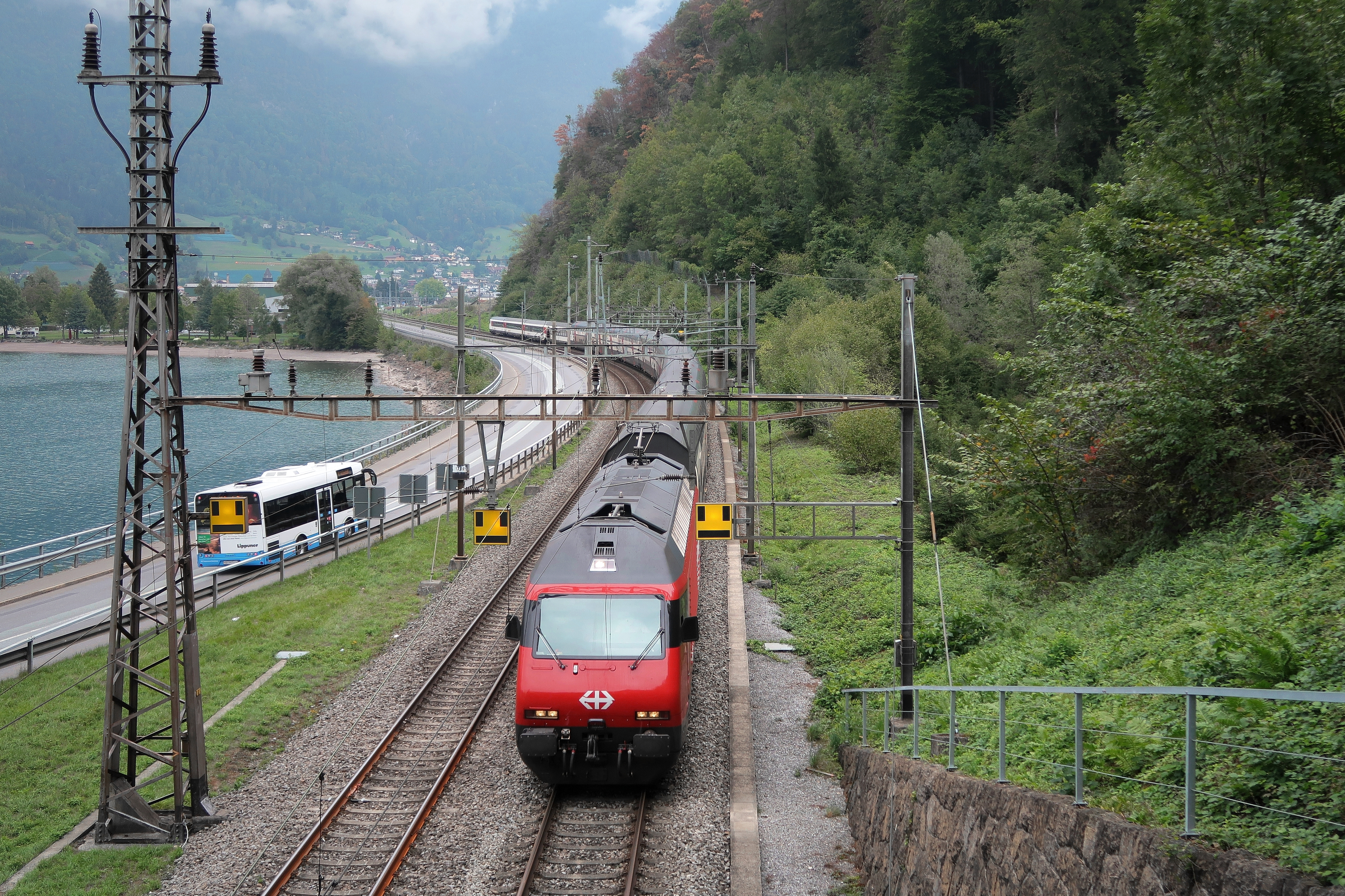
Hauptstrasse und Eisenbahnlinie zwischen Walensee und Raischibe
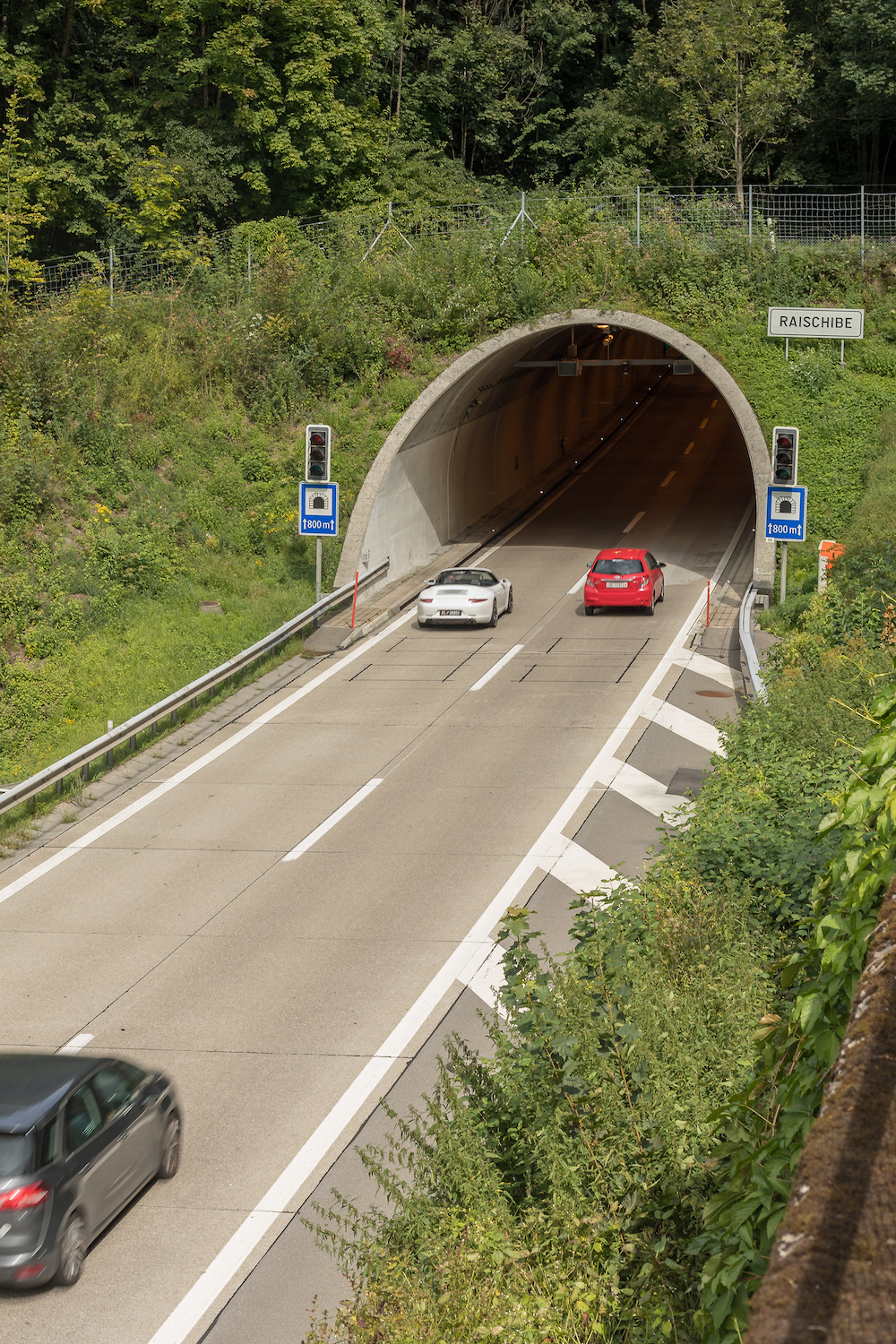
Raischibe Autobahn-Tunnel, Blick Richtung Chur

Der bewaldete Berg steht am linken Ufer des Walensees und wird im Norden von der vorgenannten Eisenbahnlinie und der Hauptstrasse 3, im Nordosten von der Seez und im Südosten und im Süden von der 380-kV-Leitung Sils-Fällanden flankiert.
Als Reischiben-Formation wird in der Lithostratigraphie eine massige, grau anwitternde Abfolge von schräggeschichtetem, sandigem Kalk und Spatkalk mit grauer oder roter Echinodermenbrekzie, sowie untergeordnetem Mergelkalk bezeichnet, wie sie an der Raischibe als Typuslokalität zu Tage tritt.
Auf der Raischibe befindet sich eine archäologische Fundstelle.